# Agoraea citrinotincta
Agoraea citrinotincta là một loài bướm đêm thuộc phân họ Arctiinae, họ Erebidae.